# Пандувасдева
Пандувасдева (синг. පණ්ඩුවාසදේව රජ; там. பண்டுவாசுதேவன்) — правитель царства Тамбапанни. До смерти Виджая назначил наследником своего брата, Сумитху. Но последний был слишком стар для управления государством, потому царём стал сын Сумитхи и, соответственно, племянник Виджая, Пандувасдева. До прихода Пандувасдевы регентствовал советник Виджая, Упатисса. После смерти его сыновья выбрали старшего брата Абхая, как самого подходящего на роль царя. Пандувасдева умер, когда родился его внук, Пандукабхая.